# Borda de l'Esteve (Vilanoveta)
La Borda de l'Esteve és una borda aïllada del terme municipal de Conca de Dalt, dins de l'antic terme d'Hortoneda de la Conca. Pertany al poble de Vilanoveta. Actualment és del tot en ruïnes.
Està situada a migdia del Camí de Carreu, al nord dels Horts de Llau Falsa, entre la Llau Falsa, a ponent, i la llau des Greixes, a llevant.